# Hemidactylus matschiei
Hemidactylus matschiei là một loài thằn lằn trong họ Gekkonidae. Loài này được Tornier mô tả khoa học đầu tiên năm 1901.